# جیا لینگ
جیا لینگ (انگلیسی: Jia Ling؛ زادهٔ ۲۹ آوریل ۱۹۸۲) بازیگر، کارگردان فیلم، و فیلم‌نامه‌نویس اهل چین است.
از فیلم‌ها یا برنامه‌های تلویزیونی که وی در آن نقش داشته است می‌توان به سلام، مامان، یولو اشاره کرد.